# プレーリーグローブの戦い
プレーリーグローブの戦い（英: Battle of Prairie Grove）は、南北戦争の1862年12月7日に、アーカンソー州ワシントン郡で起きた戦闘である。結果は戦術的な行き詰まりとなったが、北軍はアーカンソー州北西部を確保することができ、戦略的な成果を得た。

## 背景と戦略

### 北軍
1862年後半、南軍がミズーリ州南西部から撤退し、小麦が豊富で穏やかな気候のアーカンソー州北西部で冬季宿営に入っていた。連隊の多くはテネシー州に転進していた。テネシーでは3月にピーリッジの戦いで敗れた後、テネシー軍を鼓舞する必要があった。
ピーリッジで勝利した北軍はサミュエル・カーティス少将が、アーカンソー州の州都リトルロック占領を目指して、その北西部に侵入しようとしていた。カーティスの軍は州都へ迫ったが、サーシーの近くで5月19日に起きたウィットニーズレーンの戦いで南軍が小さいながらも心理的に重要な勝利を挙げたあとは、矛先を転じた。
カーティスはミシシッピ川沿いのヘレナで供給線を再構築し、ミズーリ州スプリングフィールドにいた部下の少将ジョン・マカリスター・スコフィールドには、南軍をミズーリ州南西部から追い出し、アーカンソー州北西部に侵入するよう命じた。
スコフィールドはそのフロンティア軍を2つに分け、1つはフランシス・J・ヘロン准将の指揮でスプリングフィールド近くに残し、もう1つはジェイムズ・G・ブラント准将の指揮でアーカンソー州北西部に探りを入れることにした。スコフィールドは間もなく病気になり、全体指揮をブラントに渡した。ブラントが指揮官になったとき、その両翼は危険なぐらい離れていた。

### 南軍
南軍のトマス・ハインドマン少将は攻撃的な指揮官であり、トランス・ミシシッピ地区軍の前隊指揮官からは解任されたばかりだった。ハインドマンは一連の不人気だが効果的な軍事布告を発して、政敵が自分を全体指揮から外すように仕向けていた。
ハインドマンはアーカンソー州の部隊の野戦指揮を維持し、北軍が戦術的に不安定な配置にあることに気付き、自分の後任指揮官を説得してアーカンソー州北西部遠征を行うことを認めさせた。ハインドマンは北軍が分かれた状態のままを捉え、それを粉々に打ち砕き、ミズーリ州侵攻の道が開けることを期待した。

### 戦闘に向かう両軍の動き
ハインドマンの軍はアーカンソー州フォートスミス (アーカンソー州)フォートスミスで集結し、ジョン・マーマデューク准将の指揮する約2,000名の騎兵を派遣して、ブラント軍に嫌がらせを行い、南軍本体の動きを遮蔽させた。
ブラントは5,000名の兵士と30門の大砲を前に出して、マーマデューク隊を迎え撃つという意外な行動に出た。両軍は11月28日にケーンヒルの戦いと呼ばれる、走りながらの9時間の戦闘で衝突した。マーマデューク隊が押し戻されたが、ブラント軍はアーカンソー州深く35マイル (56 km) 入っており、別働隊からさらに離れてしまった。
12月3日、ハインドマンはその本隊、あまり装備の良くない11,000名と大砲22門をボストン山地を超えて、ブラントの師団の方向に移動させ始めた。ブラントはその不安定な配置に憂慮し、ヘロンに電報を打って、即座にスプリングフィールドから支援に駆け付けるよう命じた。ブラントはミズーリ州の方へ後退しようとはしなかったが、ヘロン隊を待つためにケーンヒル周辺で防御的陣地を布いた。
ハインドマンの意図は、マーマデュークの騎兵隊が陽動攻撃として南からブラント軍を攻撃させることだった。一旦ブラント軍と交戦状態に入れば、ハインドマン軍本隊が東からその側面を衝くつもりだった。
12月7日夜明け、ハインドマンはケーンヒルに向かうという当初作戦に疑いを抱き始め、その代わりに北のコーブクリーク道路まで進み、マーマデューク隊を前面に出した。ハインドマンがなぜ判断を変えたかは不明だが、あらゆる将軍がそうであるように、ハインドマンも当初の戦略を疑い始めたのだと考えられている。しかし、この動きが有効であり、騎兵隊がミズーリ第7連隊やアーカンソー第2連隊に対して初期の一撃を加えられるか、ハインドマンが分かっていたわけではなかった。
一方、ヘロンの師団は驚くべき強行軍を行ってブラント軍の救援に向かい、アーカンソー州フェイエットビルの南で、マーマデュークの偵察騎兵に遭遇していた。
ハインドマンの攻撃的な性格はこの時点で失敗したように見えた。ブラントが背後を襲ってくる可能性を恐れ、北にはヘロン隊に直面した情勢で、ハインドマンはプレーリーグローブに近い低い丘陵線の上で、防御的陣地を構築させた。

## 戦闘
12月7日朝に戦端が開かれた。北軍のヘロン将軍が川を渡り、強行軍で疲れていた部隊をハインドマン軍の右翼に当てて配置した。ヘロンは南軍陣地に向けて激しい砲撃を2時間継続させ、南軍の個々の大砲を孤立させ、一時期にはそれらが使えなくなるよう集中した。正午までに破壊的な砲撃によって南軍の大砲のほとんどが使えなくなり、南軍兵の多くは反対側の斜面を遮蔽とする必要があった。
ヘロンは砲撃の効果を確認して、ブラント隊が着くのを待つよりも丘陵に沿って部隊に前進を命じる道を選んだ。その部隊はプレーリーを見下ろす尾根の麓にあるボーデンの小麦畑で、先ず南軍の騎兵と遭遇した。ヘロンは敵のこの前衛が出てきたことで、ハインドマンは北軍の大砲を攻撃して捕獲する作戦であると解釈した。そこでヘロンは自分の第3師団から2個連隊を前進させ、ボーデンハウスに近い南軍砲台を攻撃させることにした。その部隊が丘の上に到着したとき、マーマデュークとフランシス・A・シャウプ准将の南軍部隊から三方を反撃されるようになった。ボーデンハウスの近くにいた北軍の半分が、数分の内に負傷するか殺されるかした。

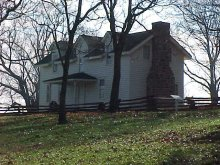
プレーリーグローブ戦場にあるボーデンハウス

生き残った北軍兵が丘を転がり下りて、北軍前線の安全圏に向かうと、南軍兵は即座に追撃してヘロンの前線を破ろうとした。ヘロンの砲兵隊が散弾を放つと統率がとれていなかった南軍に恐ろしい効果を発揮し、その攻撃を跳ね返すことになった。
ヘロンは、南軍が再度自軍の砲兵に向かってくることを恐れ、機先を制する攻撃を命じた。この時はダニエル・ハストンの第2師団から2個連隊が選ばれた。この時もボーデンハウスの近くで白兵戦が生じた。北軍は反撃を一度封じたが、その後ヘロンの砲兵隊の方向に後退した。このとき再度南軍が追撃して北軍の大砲に迫ったが、ウィリアム・W・オーム大佐旅団の部隊に撃退された。
一方、ブラントはハインドマン軍がその側面を通り過ぎ、ヘロン軍の行く手を妨害したことに気付いた。憤慨したブラントは砲撃の音が聞こえる方向に行軍することを命じた。戦闘が行われている正確な場所が分からないまま、ブラント軍は道路を無視して、農場を突ききり、塀を越えて大急ぎで戦場の音に向かって直進した。この動きはおそらくトマス・ユーイング大佐とそのカンザス第11歩兵連隊が始めたものだった。ブラントがその操作を命じたのではなかったが、直ぐにそれを肯定し、この正統的ではない動きに追従できなかった連隊長は、独創性を発揮できなかったと言って叱った。ブラント隊が戦場に到着したとき、ハインドマンがヘロン隊への新たな攻撃を命じたときだった。ブラントの師団が驚く南軍に襲い掛かり、丘の上まで後退させた。この戦闘で最も重い損失が生じたのはこの時であり、南軍のミズーリ第10歩兵連隊は南軍の側面にあって、攻撃に曝されてしまった。ブラントはその2個旅団に戦列を作らせ、ボーデンハウスとは同じ尾根の西にあるモートンハウスの方向に送り出した。ブラント隊は幾らか散発的に戦っていたが、その後尾根から再招集された。モスビー・M・パーソン准将の南軍旅団が農場を横切ってブラント隊の大砲に迫った。このときも北軍兵と大砲が攻撃を撃退し、暗闇が訪れたので戦闘も止まった。
12月7日から8日の夜に、ブラントはその予備隊を呼び始めた。一方ハインドマンには予備隊が居なかった。弾薬や食料も乏しく、さらに大砲の多くを失っていた。ハインドマンには闇に紛れてヴァン・ビューレンの方向に後退するしか選択肢がなかった。南軍は12月10日にヴァン・ビューレンに到着したが、士気が落ち、疲れ切り、ボロボロの状態だった。
ブラントとヘロンは12月29日まで、ヴァン・ビューレンの隠れ場に逃げたハインドマン軍に脅威を与え、そこでおきた戦闘（ヴァン・ビューレンの戦い）によって、恒久的にアーカンソー州北西部から追い出すことになった。

## 戦いの後
北軍の損失は1,251名、南軍の損失は1,317名だった。さらに南軍は士気が酷く落ち、この作戦中および後で多くの徴集兵を失うことになった。
この戦闘そのものは戦術的に引き分けだったが、北軍は戦場に留まり、南軍はアーカンソー州北西部の資源を大きく失うことになったので、戦略的には北軍の勝利だった。

## 戦場の保存
プレーリーグローブ戦場跡州立公園は、南北戦争の戦場として最も保存状態の良いことで、全国に知られている。この公園にさらに土地を追加し、一体で保存する活動が進行中である。この公園はアーカンソー州プレーリーグローブの直ぐ郊外、ファイエットビルからは約10マイル (16 km) 西に位置している。

## 関連図書
- Baxter, William. Pea Ridge and Prairie Grove. Fayetteville: University of Arkansas Press, 2000. ISBN 978-1-55728-591-1.
- Castel, Albert E. A Frontier State at War: Kansas, 1861-1865. Westport, CT: Greenwood Press, 1958. ISBN 978-0-313-20863-8. First published in 1958 by Cornell University Press.
- Hatcher, Richard W., Earl J. Hess, William G. Piston, and William L. Shea. Wilson's Creek, Pea Ridge, and Prairie Grove: A Battlefield Guide, with a Section on Wire Road. Lincoln: University of Nebraska Press, 2006. ISBN 978-0-8032-7366-5.
- Shea, William L. Fields of Blood: The Prairie Grove Campaign. Chapel Hill: University of North Carolina Press, 2009. ISBN 978-0-8078-3315-5.
- Smith, Ronald D., Thomas Ewing Jr., Frontier Lawyer and Civil War General. Columbia: University of Missouri Press, 2008. ISBN 978-0-8262-1806-3.